# لاندري نغويمو
جويل لاندري تسافاك نغويمو (بالفرنسية: Landry N'Guemo)، من مواليد 28 نوفمبر 1985 في ياوندي في الكاميرون، لاعب كرة قدم كاميروني.
بدأ مسيرته الكروية مع نادي نانسي الفرنسي في عام 2005،وفي عام 2009 اعير إلى نادي سيلتيك الإسكتلندي لمدة موسم واحد، وفي عام 2011 انتقل إلى نادي بوردو الفرنسي.
يلعب مع منتخب الكاميرون لكرة القدم منذ عام 2006.

## روابط خارجية
- لاندري نغويمو على موقع الاتحاد الدولي (مؤرشف)  (الإنجليزية)
- لاندري نغويمو على موقع اتحاد النرويج (النرويجية)
- لاندري نغويمو على موقع اتحاد تركيا (لاعب) (الإنجليزية)
- لاندري نغويمو على موقع رابطة كرة القدم الفرنسية للمحترفين (الإنجليزية)
- لاندري نغويمو على موقع قاعدة بيانات كرة القدم.إي يو (الإنجليزية)
- لاندري نغويمو على موقع ناشيونال فوتبول تيمز (الإنجليزية)
- لاندري نغويمو على موقع Soccerbase.com (لاعب) (الإنجليزية)
- لاندري نغويمو على موقع Soccerway.com (الإنجليزية)
- لاندري نغويمو على موقع عالم كرة القدم.نت (الإنجليزية)
- لاندري نغويمو على موقع AS.com (الإسبانية)